# Cryptocarya densiflora
Cryptocarya densiflora Blume – gatunek rośliny z rodziny wawrzynowatych (Lauraceae Juss.). Występuje naturalnie w Laosie, Wietnamie, Malezji, Indonezji, na Filipinach oraz w południowych Chinach. 

## Morfologia
PokrójZimozielone drzewo dorastające do 20 m wysokości. Gałęzie są omszone, mniej lub bardziej szorstkie, mają brunatną barwęref name=peb/>.
LiścieNaprzemianległe. Mają kształt od eliptycznego do eliptycznie owalnego. Mierzą 10–15 cm długości oraz 5–9 cm szerokości. Są skórzaste. Nasada liścia jest klinowa. Blaszka liściowa jest o spiczastym wierzchołku. Ogonek liściowy zazwyczaj jest owłosiony i dorasta do 10–20 mm długości.
KwiatySą zebrane w geste wiechy o owłosionych i brązowych osiach, rozwijają się w kątach pędów lub na ich szczytach. Kwiatostan osiąga 3–8 cm długości, natomiast pojedyncze kwiaty mierzą 5 mm średnicy. Listki okwiatu są owłosione i mają żółtawą barwę. Mają 9 pręcików i 3 prątniczki o strzałkowatym kształcie.
OwoceMają podłużny kształt, osiągają 1,5–1,8 cm długości i 1,5–2,5 cm szerokości, mają brązowożółtawy kolor, później przebarwiając się na czarno.

## Biologia i ekologia
Rośnie w wiecznie zielonych lasach. Występuje na wysokości od 650 do 1600 m n.p.m. Kwitnie od kwietnia do czerwca, natomiast owoce dojrzewają od lipca do listopada.